# Joy Alexis Brown-Adams
Joy Alexis Brown-Adams (Georgetown, 28 de mayo de 1993) es una jugadora de baloncesto profesional guyanesa.

## Biografía
Jugadora de baloncesto profesional, en la posición de alero. Es polivalente y puede jugar en varias posiciones diferentes. Mide 1,80 m de altura.
Destacó en la Universidad Iona College y decidió probar en Europa.

## Clubes
- -2016 Universidad de Iona (NCAA).
- 2016/2017 Universidad de Oviedo. Liga Femenina 2.[2]
- 2017/2018 Nissan Al-Qazeres Extremadura. Liga Femenina Día.
- 2017 Minnesota Lynx (WNBA).[3]
- 2018/2020 Valencia Basket. Liga Femenina Día/Endesa.[4][5]
- 2020/2021 Araski AES (Vitoria). Liga Femenina Endesa.[6][7]